# Beaulieu (acteur)
Pour les articles homonymes, voir Beaulieu.
Pierre Marcoureau, dit Beaulieu, est un acteur français né vers 1600 et mort avant le 5 avril 1664.
Il joue à l'Hôtel de Bourgogne dès 1626, passe au Théâtre du Marais en 1634 et le quitte en 1641. Il fait ensuite partie de plusieurs troupes itinérantes qui sillonnent les Pays-Bas espagnols : il joue à Bruxelles de 1650 à 1655 et à La Haye en 1657.
Son fils, Guillaume Marcoureau, dit Brécourt, débute avec lui en 1650 dans la troupe de Philandre.